# دار الجبل (إب)

تعديل مصدري - تعديل

دار الجبل محلة تابعة لقرية المحجر، التابعة لعزلة ريمان بمديرية إب إحدى مديريات محافظة إب في الجمهورية اليمنية.، بلغ تعداد سكانها 57 حسب تعداد اليمن لعام 2004.